# Allätare
Denna artikel behandlar den zoologiska termen.

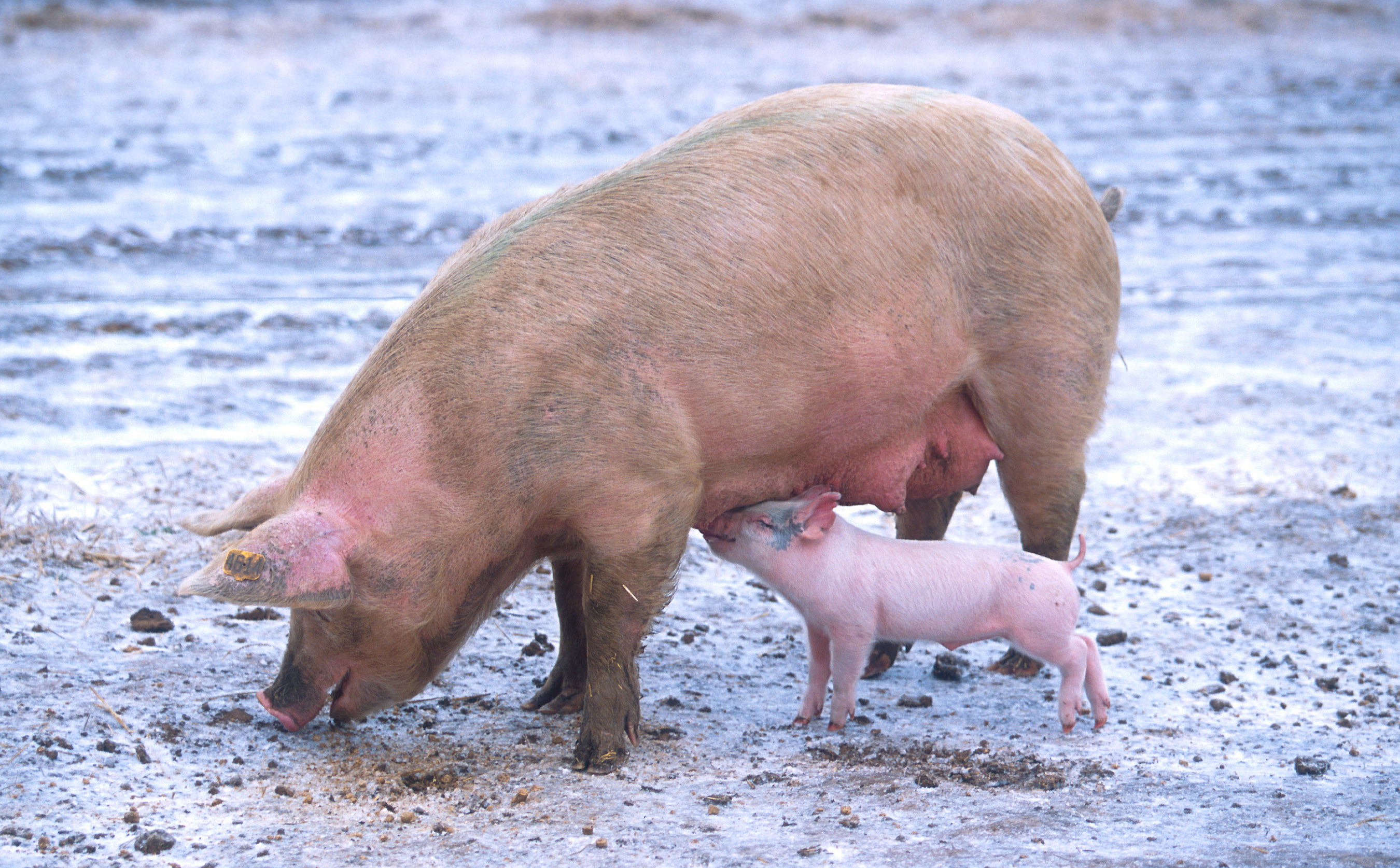
Grisen är en allätare

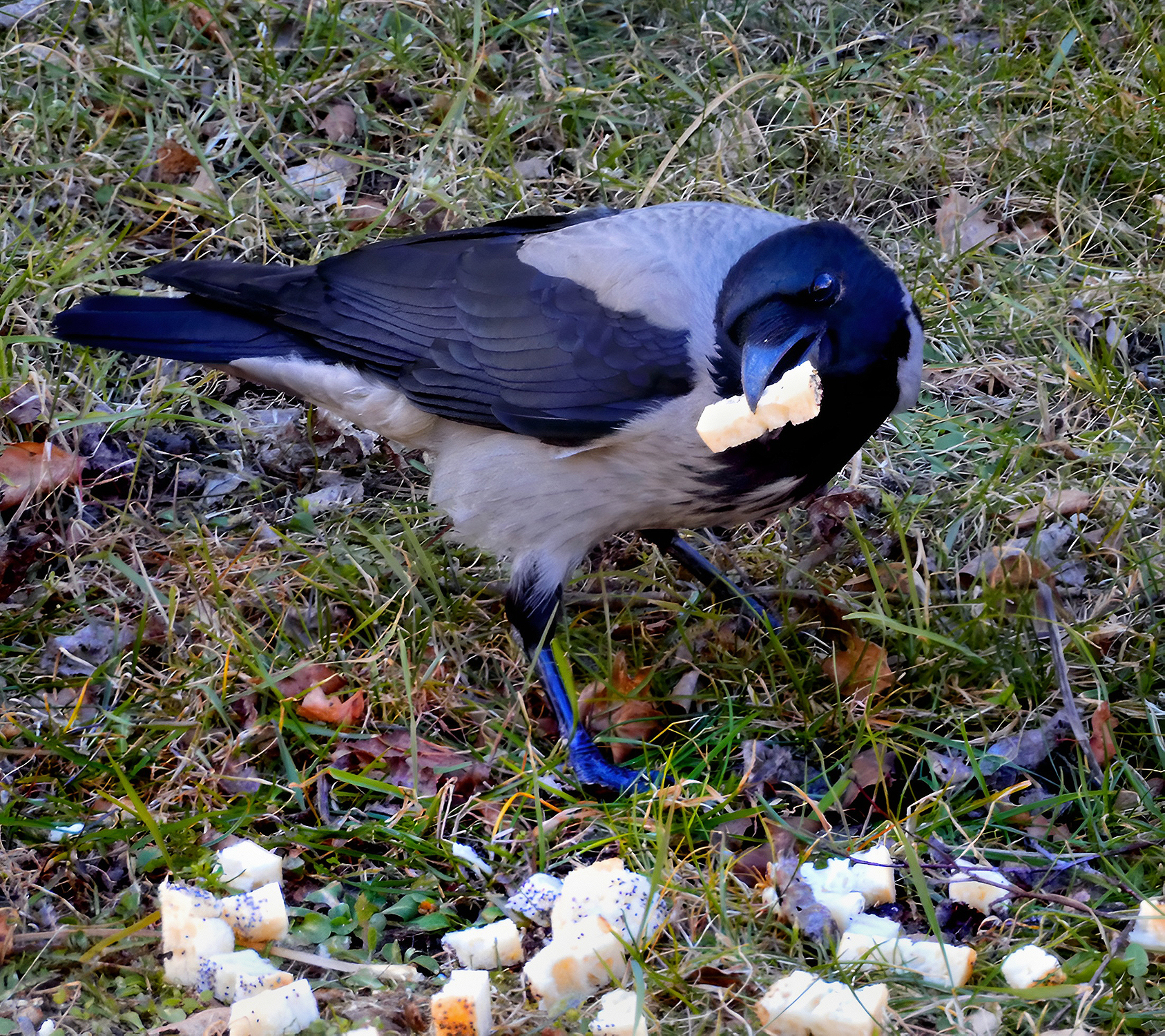
Bland fåglar är Kråkan en typisk allätare.

Allätare, omnivor, är ett djur som hämtar sin föda från både växt- och djurrikena. Exempel på allätare är grisar, rävar, merparten björnar, vissa gnagare och vissa primater, däribland människan. Bland fåglarna kan nämnas vissa kråkfåglar, och småfåglar som äter frön, frukt, bär och insekter (vissa mesar, trastar och finkar). Bland vattenlevande djur är kräftor, sköldpaddor och pirayor exempel på allätare.